# Сор
Сор (кат. Sort) - муніципалітет, розташований в Автономній області Каталонія, в Іспанії. Код муніципалітету за номенклатурою Інституту статистики Каталонії - 252094. Знаходиться у районі (кумарці) Паляс-Субіра (коди району - 26 та PS) провінції Лєйда, згідно з новою адміністративною реформою перебуватиме у складі Баґарії (округи) Ал Пірінеу і Аран. 

## Населення
Населення міста (у 2007 р.) становить 2.264 особи (з них менше 14 років - 14,2%, від 15 до 64 - 68,1%, понад 65 років - 17,7%). У 2006 р. народжуваність склала 19 осіб, смертність - 20 осіб, зареєстровано 13 шлюбів. У 2001 р. активне населення становило 938 осіб, з них безробітних - 56 осіб.

Серед осіб, які проживали на території міста у 2001 р., 1.543 народилися в Каталонії (з них 806 осіб у тому самому районі, або кумарці), 203 особи приїхали з інших областей Іспанії, а 105 осіб приїхало з-за кордону. 

Університетську освіту має 15,1% усього населення. 

У 2001 р. нараховувалося 751 домогосподарство (з них 32,8% складалися з однієї особи, 26,6% з двох осіб,16,8% з 3 осіб, 15,6% з 4 осіб, 5,6% з 5 осіб, 1,1% з 6 осіб, 1,1% з 7 осіб, 0,3% з 8 осіб і 0,3% з 9 і більше осіб).

Активне населення міста у 2001 р. працювало у таких сферах діяльності : у сільському господарстві - 6,1%, у промисловості - 7%, на будівництві - 16,2% і у сфері обслуговування - 70,6%. 

 У муніципалітеті або у власному районі (кумарці) працює 796 осіб, поза районом - 331 особа.

### Доходи населення
У 2002 р. доходи населення розподілялися таким чином :
| \| Доходи населення за статтями доходів \| Доходи населення за статтями доходів \| Доходи населення за статтями доходів \| \| Рік \| 2002 р. \| 2001 р. \| \| ------------------------------------ \| ------------------------------------ \| ------------------------------------ \| \| Заробітна платня \| 46,4% \| 42,4% \| \| Доходи від ведення бізнесу \| 38,8% \| 44% \| \| Соціальна допомога \| 14,8% \| 13,6% \| |         |         |
| Доходи населення за статтями доходів |         |         |
| Рік | 2002 р. | 2001 р. |
| Заробітна платня | 46,4%   | 42,4%   |
| Доходи від ведення бізнесу | 38,8%   | 44%     |
| Соціальна допомога | 14,8%   | 13,6%   |

### Безробіття
У 2007 р. нараховувалося 58 безробітних (у 2006 р. - 56 безробітних), з них чоловіки становили 41,4%, а жінки - 58,6%.

## Економіка
У 1996 р. валовий внутрішній продукт розподілявся по сферах діяльності таким чином :
| \| Валовий внутрішній продукт \| Валовий внутрішній продукт \| Валовий внутрішній продукт \| \| Рік \| 1996 р. \| 1991 р. \| \| -------------------------- \| -------------------------- \| -------------------------- \| \| Сільське господарство \| 4,5% \| 7,1% \| \| Промисловість \| 6,4% \| 14,5% \| \| Будівництво \| 8,5% \| 8,8% \| \| Послуги \| 80,6% \| 69,6% \| |         |         |
| Валовий внутрішній продукт |         |         |
| Рік | 1996 р. | 1991 р. |
| Сільське господарство | 4,5%    | 7,1%    |
| Промисловість | 6,4%    | 14,5%   |
| Будівництво | 8,5%    | 8,8%    |
| Послуги | 80,6%   | 69,6%   |

### Підприємства міста

#### Промислові підприємства
| \| Промислові підприємства міста, за сферою діяльності \| Промислові підприємства міста, за сферою діяльності \| Промислові підприємства міста, за сферою діяльності \| \| Рік \| 2002 р. \| 2001 р. \| \| --------------------------------------------------- \| --------------------------------------------------- \| --------------------------------------------------- \| \| Енергетичні та водні ресурси \| 7,7% \| 14,3% \| \| Хімія та метали \| 7,7% \| 7,1% \| \| Переробка металів \| 30,8% \| 28,6% \| \| Продукти харчування \| 38,5% \| 35,7% \| \| Текстиль \| 0% \| 0% \| \| Виробництво меблів, видання \| 15,4% \| 14,3% \| \| Інше \| 0% \| 0% \| \| Усього підприємств \| 13 \| 14 \| |         |         |
| Промислові підприємства міста, за сферою діяльності |         |         |
| Рік | 2002 р. | 2001 р. |
| Енергетичні та водні ресурси | 7,7%    | 14,3%   |
| Хімія та метали | 7,7%    | 7,1%    |
| Переробка металів | 30,8%   | 28,6%   |
| Продукти харчування | 38,5%   | 35,7%   |
| Текстиль | 0%      | 0%      |
| Виробництво меблів, видання | 15,4%   | 14,3%   |
| Інше | 0%      | 0%      |
| Усього підприємств | 13      | 14      |

#### Роздрібна торгівля
| \| Підприємства роздрібної торгівлі міста, за сферою діяльності \| Підприємства роздрібної торгівлі міста, за сферою діяльності \| Підприємства роздрібної торгівлі міста, за сферою діяльності \| \| Рік \| 2002 р. \| 2001 р. \| \| ------------------------------------------------------------ \| ------------------------------------------------------------ \| ------------------------------------------------------------ \| \| Продукти харчування \| 28,4% \| 33,3% \| \| Одяг та взуття \| 11,9% \| 11,7% \| \| Товари для дому \| 22,4% \| 20% \| \| Книги та періодичні видання \| 3% \| 1,7% \| \| Промислова хімічна продукція \| 4,5% \| 5% \| \| Продукція, пов'язана з транспортними засобами \| 6% \| 6,7% \| \| Інше \| 23,9% \| 21,7% \| \| Усього підприємств \| 67 \| 60 \| |         |         |
| Підприємства роздрібної торгівлі міста, за сферою діяльності |         |         |
| Рік | 2002 р. | 2001 р. |
| Продукти харчування | 28,4%   | 33,3%   |
| Одяг та взуття | 11,9%   | 11,7%   |
| Товари для дому | 22,4%   | 20%     |
| Книги та періодичні видання | 3%      | 1,7%    |
| Промислова хімічна продукція | 4,5%    | 5%      |
| Продукція, пов'язана з транспортними засобами | 6%      | 6,7%    |
| Інше | 23,9%   | 21,7%   |
| Усього підприємств | 67      | 60      |

#### Сфера послуг
| \| Підприємства міста, що працюють у сфері послуг, за діяльністю \| Підприємства міста, що працюють у сфері послуг, за діяльністю \| Підприємства міста, що працюють у сфері послуг, за діяльністю \| \| Рік \| 2002 р. \| 2001 р. \| \| ------------------------------------------------------------- \| ------------------------------------------------------------- \| ------------------------------------------------------------- \| \| Гуртова торгівля \| 5,3% \| 5,8% \| \| Готелі та готельний бізнес \| 30,3% \| 31,7% \| \| Транспорт та зв'язок \| 17,1% \| 16,5% \| \| Посередницькі фінансові послуги \| 4,6% \| 5% \| \| Послуги підприємствам \| 6,6% \| 5% \| \| Послуги фізичним особам \| 23% \| 23,7% \| \| Нерухомість та ін. \| 13,2% \| 12,2% \| \| Усього підприємств \| 152 \| 139 \| |         |         |
| Підприємства міста, що працюють у сфері послуг, за діяльністю |         |         |
| Рік | 2002 р. | 2001 р. |
| Гуртова торгівля | 5,3%    | 5,8%    |
| Готелі та готельний бізнес | 30,3%   | 31,7%   |
| Транспорт та зв'язок | 17,1%   | 16,5%   |
| Посередницькі фінансові послуги | 4,6%    | 5%      |
| Послуги підприємствам | 6,6%    | 5%      |
| Послуги фізичним особам | 23%     | 23,7%   |
| Нерухомість та ін. | 13,2%   | 12,2%   |
| Усього підприємств | 152     | 139     |

## Житловий фонд
У 2001 р. 9,1% усіх родин (домогосподарств) мали житло метражем до 59 м2, 37,6% - від 60 до 89 м2, 29,3% - від 90 до 119 м2 і
24% - понад 120 м2.

З усіх будівель у 2001 р. 8,6% було одноповерховими, 35,6% - двоповерховими, 35,4
% - триповерховими, 14% - чотириповерховими, 2,3% - п'ятиповерховими, 2,5% - шестиповерховими,
1,3% - семиповерховими, 0,2% - з вісьмома та більше поверхами.

## Автопарк
| \| Автомобілі, зареєстровані у місті, за призначенням \| Автомобілі, зареєстровані у місті, за призначенням \| Автомобілі, зареєстровані у місті, за призначенням \| \| Рік \| 2006 р. \| 2005 р. \| \| -------------------------------------------------- \| -------------------------------------------------- \| -------------------------------------------------- \| \| Приватні автомобілі \| 59,7% \| 61% \| \| Мотоцикли \| 6,4% \| 6% \| \| Вантажівки \| 27,8% \| 27,6% \| \| Трактори \| 0,2% \| 0,3% \| \| Автобуси та ін. \| 5,9% \| 5,1% \| \| Усього автомобілів \| 1.620 шт. \| 1.542 шт. \| |           |           |
| Автомобілі, зареєстровані у місті, за призначенням |           |           |
| Рік | 2006 р.   | 2005 р.   |
| Приватні автомобілі | 59,7%     | 61%       |
| Мотоцикли | 6,4%      | 6%        |
| Вантажівки | 27,8%     | 27,6%     |
| Трактори | 0,2%      | 0,3%      |
| Автобуси та ін. | 5,9%      | 5,1%      |
| Усього автомобілів | 1.620 шт. | 1.542 шт. |

## Вживання каталанської мови
У 2001 р. каталанську мову у місті розуміли 98,9% усього населення (у 1996 р. - 99,3%), вміли говорити нею 92,1% (у 1996 р. - 
95%), вміли читати 89,3% (у 1996 р. - 91,6%), вміли писати 71
% (у 1996 р. - 71,2%). Не розуміли каталанської мови 1,1%.

## Політичні уподобання
У виборах до Парламенту Каталонії у 2006 р. взяло участь 1.053 особи (у 2003 р. - 1.131 особа). Голоси за політичні сили розподілилися таким чином:
| \| Вибори до Парламенту Каталонії \| Вибори до Парламенту Каталонії \| Вибори до Парламенту Каталонії \| \| Рік \| 2006 р. \| 2003 р. \| \| -------------------------------------- \| ------------------------------ \| ------------------------------ \| \| Конвергенція та Єднання (CiU) \| 46% \| 50% \| \| Соціалістична партія Каталонії (PSC) \| 20,5% \| 18,7% \| \| Народна партія (PP) \| 6,2% \| 6,6% \| \| Ініціатива за зелену Каталонію (IC) \| 7,1% \| 4,3% \| \| Республіканська лівиця Каталонії (ERC) \| 18,5% \| 19,5% \| \| Громадянська партія (C's) \| 0,6% \| 0% \| \| Інші \| 1,1% \| 0,8% \| |         |         |
| Вибори до Парламенту Каталонії |         |         |
| Рік | 2006 р. | 2003 р. |
| Конвергенція та Єднання (CiU) | 46%     | 50%     |
| Соціалістична партія Каталонії (PSC) | 20,5%   | 18,7%   |
| Народна партія (PP) | 6,2%    | 6,6%    |
| Ініціатива за зелену Каталонію (IC) | 7,1%    | 4,3%    |
| Республіканська лівиця Каталонії (ERC) | 18,5%   | 19,5%   |
| Громадянська партія (C's) | 0,6%    | 0%      |
| Інші | 1,1%    | 0,8%    |

У муніципальних виборах у 2007 р. взяло участь 1.199 осіб (у 2003 р. - 1.175 осіб). Голоси за політичні сили розподілилися таким чином:
| \| Муніципальні вибори \| Муніципальні вибори \| Муніципальні вибори \| \| Рік \| 2007 р. \| 2003 р. \| \| -------------------------------------- \| ------------------- \| ------------------- \| \| Конвергенція та Єднання (CiU) \| 62,2% \| 61,3% \| \| Соціалістична партія Каталонії (PSC) \| 14,1% \| 15,4% \| \| Народна партія (PP) \| 4,3% \| 2,4% \| \| Ініціатива за зелену Каталонію (IC) \| 4,3% \| 11,8% \| \| Республіканська лівиця Каталонії (ERC) \| 15,2% \| 9,1% \| \| Громадянська партія (C's) \| 0% \| 0% \| \| Інші \| 0% \| 0% \| |         |         |
| Муніципальні вибори |         |         |
| Рік | 2007 р. | 2003 р. |
| Конвергенція та Єднання (CiU) | 62,2%   | 61,3%   |
| Соціалістична партія Каталонії (PSC) | 14,1%   | 15,4%   |
| Народна партія (PP) | 4,3%    | 2,4%    |
| Ініціатива за зелену Каталонію (IC) | 4,3%    | 11,8%   |
| Республіканська лівиця Каталонії (ERC) | 15,2%   | 9,1%    |
| Громадянська партія (C's) | 0%      | 0%      |
| Інші | 0%      | 0%      |